# Nanohyla marmorata
Nanohyla marmorata es una especie de anfibio anuro de la familia Microhylidae. Esta rana se distribuye por el centro de Vietnam y el este de Laos. Habita en bosques perennifolios mixtos entre los 170 y los 1316 metros de altitud. Normalmente se encuentra junto a arroyos y charcas. Se reproduce entre febrero y marzo en cuerpos de agua estancos. Aunque no se considera en peligro de extinción, la deforestación de las selvas en las que vive y la expansión de la agricultura es una grave amenaza a su conservación.